# Porina balanina
Porina balanina är en lavart som beskrevs av Brusse. Porina balanina ingår i släktet Porina och familjen Porinaceae.   Inga underarter finns listade i Catalogue of Life.